# Light Us
Light Us è l'EP di debutto del gruppo musicale sudcoreano Oneus, pubblicato il 9 gennaio 2019 dalla RBW e distribuito dalla Kakao M. L'11 maggio 2021 gli Oneus pubblicano nel loro quinto EP, Binary Code, un remix rock della canzone principale di Light Us, Valkyrie.

## Descrizione
Ravn e Leedo hanno scritto i testi per Valkyrie, EYE CONTACT, HERO e CRAZY & CRAZY, quest'ultima insieme al membro degli ONEWE, CyA, che l'ha anche composta ed arrangiata.

Leedo ha scritto anche il testo dell’Intro : LIGHT US.

Ravn ha anche scritto i testi di ZigZag, Red Thread ed ha composto HERO.

La canzone Intro : LIGHT US è cantata solo da Seoho e Leedo.

La canzone CRAZY & CRAZY è cantata solo da Ravn, Leedo e dal membro degli ONEWE, CyA.

## Tracce
1. Intro : Light Us – 1:02 (testo: Leedo, Park Woosang – musica: Park Woosang)
2. ZigZag (삐뚤빼뚤?, bbiddulbbaeddulLR) – 3:13 (testo: Ravn, Kamen Rider – musica: Kamen Rider)
3. Valkyrie (발키리?, balkiliLR) – 3:27 (testo: Ravn, Leedo, Lee Sangho, Inner Child – musica: Lee Sangho, Inner Child, Lee Hoosang, Mingky)
4. Red Thread (붉은 실?, bulgeun silLR) – 3:54 (testo: Ravn, TenTen, Lee Hoosang – musica: TenTen, Lee Hoosang)
5. EYE CONTACT – 3:13 (testo: Ravn, Leedo, Cosmic Girl, Cosmic Sound – musica: Cosmic Girl, Cosmic Sound)
6. HERO – 3:13 (testo: Ravn, Leedo, Kim Jaehyun – musica: Ravn, Mingky)
7. CRAZY & CRAZY (ㅁㅊㄷㅁㅊㅇ?, michyeotta michyeosseoLR) – 3:40 (testo: Ravn, Leedo, CyA – musica: CyA, Jeon Dawon)